# エトヴェシュ (単位)
エトヴェシュ（eötvös、記号:E）は、重力勾配の単位である。その名称は、地球の重力場の研究を行ったハンガリーの物理学者エトヴェシュ・ロラーンドに因む。
エトヴェシュは 1 cm（センチメートル）あたり10−9 Gal（ガル）の重力勾配と定義される。ガルは cm/s2 なので、1 E = 10−9 s−2 となる。重力勾配の次元は T−2 なので、定義に長さや加速度の単位が入っていても見かけ上にすぎず、時間の単位 s のみで決まる。